# ثورنی، کامبریج‌شر
ثورنی (به انگلیسی: Thorney) یک روستا و محله مدنی در بریتانیا است که در پیتربورو واقع شده‌است. ثورنی ۲٬۴۰۱ نفر جمعیت دارد.